# Matilde d'Altavilla (contessa di Tolosa)
Matilde Altavilla (1062 circa – prima del 1094) è stata una nobildonna normanna, nata in Italia, contessa consorte d'Eu e signora di Hastings tra il 1077 e il 1079, poi, contessa consorte di Saint-Gilles e marchesa consorte di Gotia, dal 1080 al 1088.

## Origine
Matilde, secondo il monaco benedettino di origine normanna, Goffredo Malaterra, era la figlia del conquistatore e primo Gran Conte di Sicilia, Ruggero I d'Altavilla e di Giuditta d'Evreux, che, secondo il monaco e cronista inglese, Orderico Vitale era la figlia primogenita di Guglielmo d'Évreux e della moglie, Adevisa, figlia secondogenita di Giroie, Signore d'Échauffour e di Montreuile e di Gisla di Bastembourg.
Ruggero I d'Altavilla, sempre secondo Goffredo Malaterra, era il settimo ed ultimogenito figlio del signore di Hauteville, Tancredi d'Altavilla e dalla sua seconda moglie Fresenda.

## Biografia
Nel 1076, sua madre Giuditta, era morta, dopo che la sorella primogenita, Flandina, si era sposata.
Secondo lo storico italiano (tedesco di nascita) Hubert Houben, Matilde, in quel periodo, sarebbe stata data in moglie (seconda moglie) a Roberto, conte d'Eu e signore di Hastings (Inghilterra); ma prima del 1080, Matilde venne ripudiata dal marito.
Nel 1080, il conte di Saint-Gilles e marchese di Gotia, Raimondo giunse in Sicilia, per stringere un'alleanza con il padre di Matilde, il Conte di Sicilia, Ruggero I; dato che Raimondo aveva da poco ripudiato la prima moglie, di cui non ci è pervenuto il nome, che era una cugina di Raimondo, ed era la figlia terzogenita del conte di Provenza, Goffredo I, per rafforzare l'alleanza fu decisa anche una alleanza matrimoniale: Matilde, la figlia secondogenita di Ruggero avrebbe sposato Raimondo, figlio secondogenito del conte di Tolosa, conte di Nîmes e conte d'Albi, Ponzio e di Almodis de La Marche (come risulta dal Chronicon sancti Maxentii Pictavensis, Chroniques des Eglises d'Anjou e dalla Chronica Albrici Monachi Trium Fontium (1020-1071), figlia di Bernardo I de la Marche (ca. 991- 16 giugno 1047) conte de la Marche e di Périgord.
Goffredo Malaterra, nel capitolo XXII della terza parte del De rebus gestis Rogerii Calabriæ et Siciliæ Comitis et Roberti Guiscardi Ducis fratris eius, ci descrive l'arrivo di Raimondo in Sicilia, il matrimonio sfarzoso tra Matilde e lo stesso Raimondo ed infine la partenza degli sposi dalla Sicilia.
Il matrimonio, forse perché non era stato allietato dalla nascita di alcun figlio, non durò a lungo, e, verso il 1088, vi fu il divorzio.
Matilde rientrò in Sicilia e morì verso il 1094.

## Figli
Matilde non diede figli, sia a Roberto che a Raimondo.

## Ascendenza
|                      |                  |                         | Genitori                 |  |  | Nonni |  |  | Bisnonni |  |  | Trisnonni |  |
|                      |                  |                         |                          |  |  |       |  |  | …        |  |  | …         |  |
|                      |                  |                         |                          |  |  |       |  |  | …        |  |  | …         |  |
|                      |                  | …                       |                          |  |  |       |  |  | …        |  |  |           |  |
| Tancredi d'Altavilla |                  |                         |                          |  |  |       |  |  | …        |  |  |           |  |
|                      |                  | …                       | …                        |  |  |       |  |  |          |  |  |           |  |
|                      |                  | …                       | …                        |  |  |       |  |  |          |  |  |           |  |
|                      |                  | …                       | …                        |  |  |       |  |  |          |  |  |           |  |
| Ruggero I di Sicilia |                  | …                       |                          |  |  |       |  |  |          |  |  |           |  |
|                      |                  | Riccardo I di Normandia | Guglielmo I di Normandia |  |  |       |  |  |          |  |  |           |  |
|                      |                  | Riccardo I di Normandia | Guglielmo I di Normandia |  |  |       |  |  |          |  |  |           |  |
|                      |                  | Riccardo I di Normandia | Sprota                   |  |  |       |  |  |          |  |  |           |  |
| Fresenda             |                  | Riccardo I di Normandia |                          |  |  |       |  |  |          |  |  |           |  |
|                      |                  | …                       | …                        |  |  |       |  |  |          |  |  |           |  |
|                      |                  | …                       | …                        |  |  |       |  |  |          |  |  |           |  |
|                      |                  | …                       | …                        |  |  |       |  |  |          |  |  |           |  |
| Matilde d'Altavilla  |                  | …                       |                          |  |  |       |  |  |          |  |  |           |  |
|                      | Roberto d'Évreux | …                       |                          |  |  |       |  |  |          |  |  |           |  |
|                      | Roberto d'Évreux | …                       |                          |  |  |       |  |  |          |  |  |           |  |
|                      | Roberto d'Évreux | …                       |                          |  |  |       |  |  |          |  |  |           |  |
| Guglielmo d'Évreux   | Roberto d'Évreux |                         |                          |  |  |       |  |  |          |  |  |           |  |
|                      |                  | Herleva                 | …                        |  |  |       |  |  |          |  |  |           |  |
|                      |                  | Herleva                 | …                        |  |  |       |  |  |          |  |  |           |  |
|                      |                  | Herleva                 | …                        |  |  |       |  |  |          |  |  |           |  |
| Giuditta d'Evreux    |                  | Herleva                 |                          |  |  |       |  |  |          |  |  |           |  |
|                      |                  | Giroie d'Échauffour     | …                        |  |  |       |  |  |          |  |  |           |  |
|                      |                  | Giroie d'Échauffour     | …                        |  |  |       |  |  |          |  |  |           |  |
|                      |                  | Giroie d'Échauffour     | …                        |  |  |       |  |  |          |  |  |           |  |
| Adevisa d'Échauffour |                  | Giroie d'Échauffour     |                          |  |  |       |  |  |          |  |  |           |  |
|                      |                  | Gisla di Bastembourg    | …                        |  |  |       |  |  |          |  |  |           |  |
|                      |                  | Gisla di Bastembourg    | …                        |  |  |       |  |  |          |  |  |           |  |
|                      |                  | Gisla di Bastembourg    | …                        |  |  |       |  |  |          |  |  |           |  |
|                      |                  | Gisla di Bastembourg    |                          |  |  |       |  |  |          |  |  |           |  |

### Fonti primarie
- (LA) Preuves de l'Histoire Générale de Languedoc, tome V..
- (LA) Chronicon sancti Maxentii Pictavensis, Chroniques des Eglises d'Anjou..
- (LA) Documenta Germaniae Historica, Scriptores, tomus XXIII. URL consultato il 18 marzo 2020 (archiviato dall'url originale il 14 ottobre 2013)..
- (LA) Ordericus Vitalis,  Historia Ecclesiastica, vol. II..
- (LA) Historiæ Normannorum Scriptores Antiqui..
- (LA)  Goffredo Malaterra, De rebus gestis Rogerii Calabriæ et Siciliæ Comitis et Roberti Guiscardi Ducis fratris eius / auctore Gaufredo Malaterra monacho benedictino.

### Letteratura storiografica
- Ferdinando Chalandon, "La conquista normanna dell'Italia meridionale e della Sicilia", cap. XIV, vol. IV (La riforma della chiesa e la lotta tra papi e imperatori) della Storia del Mondo Medievale, 1999, pp. 483–529.
- William John Corbett, "L'evoluzione del ducato di Normandia e la conquista normanna dell'Inghilterra", cap. I, vol. VI (Declino dell'impero e del papato e sviluppo degli stati nazionali) della Storia del Mondo Medievale, 1999, pp. 5–55.
- Pierre Aubè, Ruggero II, Il giornale-Bbiolteca storica, 2002
- Guglielmo di Puglia, Le gesta di Roberto il Guiscardo, introduzione, traduzione e note di Francesco De Rosa, Cassino 2003.